# Марсас (Верхние Пиренеи)
Марса́с (фр. Marsas, окс. Marçans) — коммуна во Франции, находится в регионе Юг — Пиренеи. Департамент — Верхние Пиренеи. Входит в состав кантона Баньер-де-Бигор. Округ коммуны — Баньер-де-Бигор.
Код INSEE коммуны — 65300.

## География

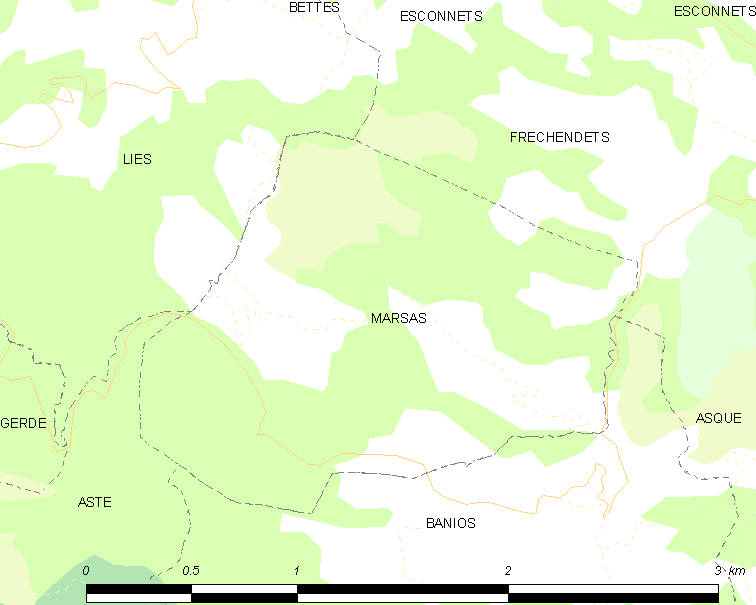
Карта коммуны

Коммуна расположена приблизительно в 670 км к югу от Парижа, в 120 км юго-западнее Тулузы, в 24 км к юго-востоку от Тарба.
По территории коммуны протекает небольшая река Лалерд.

## Климат
Климат умеренно-океанический с солнечной тёплой погодой и обильными осадками на протяжении практически всего года.

## Население
Население коммуны на 2010 год составляло 68 человек.
| 1962 | 1968 | 1975 | 1982 | 1990 | 1999 | 2010 |
| ---- | ---- | ---- | ---- | ---- | ---- | ---- |
| 70   | 33   | 33   | 31   | 34   | 44   | 68   |

## Администрация
| Период | Период | Фамилия        | Партия      | Примечания |
| ------ | ------ | -------------- | ----------- | ---------- |
| 2001   | 2014   | Кристиан Азнар | Новый центр |            |
| 2014   | 2020   | Филипп Вьо     |             |            |

## Экономика
В 2010 году среди 49 человек трудоспособного возраста (15-64 лет) 39 были экономически активными, 10 — неактивными (показатель активности — 79,6 %, в 1999 году было 71,4 %). Из 39 активных жителей работали 35 человек (23 мужчины и 12 женщин), безработных было 4 (1 мужчина и 3 женщины). Среди 10 неактивных 2 человека были учениками или студентами, 5 — пенсионерами, 3 были неактивными по другим причинам.